# 1920 în literatură
- 1919 în literatură — 1920 în literatură — 1921 în literatură

Anul 1920 în literatură a implicat o serie de noi cărți semnificative.

## Cărți noi
- Sherwood Anderson — Poor White
- L. Frank Baum — Glinda of Oz
- Marjorie Bowen — The Burning Glass
- Rhoda Broughton — A Fool in Her Folly
- Edgar Rice Burroughs — Tarzan the Untamed
- Agatha Christie — Misterioasa afacere de la Styles (primul roman din seria Hercule Poirot)
- Colette — Chéri
- John Dos Passos — Three Soldiers
- F. Scott Fitzgerald — This Side Of Paradise
- Robert Frost — Mountain Interval
- Zona Gale — Miss Lulu Bett
- John Galsworthy - In Chancery
- Edgar Jepson - The Loudwater Mystery
- D. H. Lawrence — Women in Love
- Sinclair Lewis — Main Street
- David Lindsay — A Voyage to Arcturus
- Hugh Lofting — The Story of Doctor Dolittle
- H. L. Mencken — Prejudices: Second Series
- E. Phillips Oppenheim — The Great Impersonation
- Dowell Philip O'Reilly — Five Corners
- Sigrid Undset — The Bridal Wreath
- Mary Augusta Ward — Harvest
- Edith Wharton — The Age of Innocence
- Owen Wister — A Straight Deal
- Zara Wright — Black and White Tangled Threads

## Premii
- Premiul Nobel pentru Literatură: